# Jackson Page
Jackson Page (Ebbw Vale, 8 agosto 2001) è un giocatore di snooker gallese, campione europeo Under-21 in carica.

## Carriera

### 2016-2019: I successi da dilettante
Jackson Page effettua una grande carriera amatoriale, in cui riesce a laurearsi campione del mondo Under-18 nel 2016, campione europeo Under-18 nel 2017 e nel 2018, campione gallese dei dilettanti nel 2018 e campione europeo Under-21 nel 2019.

### 2016-: I primi inviti nel Main Tour e l'approdo tra i professionisti

#### Stagione 2016-2017
Nel febbraio del 2017 viene invitato al torneo di casa Welsh Open, partecipando per la prima volta in carriera ad un torneo del Main Tour, neanche sedicenne, riuscendo addirittura ad arrivare al terzo turno, battendo Jason Weston e John Astley, entrambi per 4-3, prima di essere eliminato da Judd Trump 4-0.

#### Stagione 2017-2018
Nella stagione 2017-2018 Page riceve l'invito per prendere parte a sette eventi, malgrado non sia ancora un professionista a tempo pieno; in due di questi (il Riga Masters e l'Indian Open), il gallese vince alle qualificazioni, stupendo molti degli addetti ai lavori dopo aver sconfitto Thepchaiya Un-Nooh nei preliminari del torneo indiano, con il punteggio di 4-0. Considerando i tabelloni principali, Page porta a casa un solo match, quello su Sean O'Sullivan al primo turno del Welsh Open.

#### Stagione 2018-2019
Nel 2018-2019 disputa solo il Paul Hunter Classic, dove raggiunge il quarto turno, e il Welsh Open in cui perde al primo. Grazie al trionfo nello European Under-21 Snooker Championship, Page ottiene una carta da professionista per le stagioni 2019-2020 e 2020-2021.

#### Stagione 2019-2020
Il gallese apre la sua prima annata ufficiale nel Main Tour qualificandosi al Riga Masters, dopo aver battuto Hammad Miah nel turno preliminare, con il punteggio di 4-0, ma viene eliminato al primo Round per via della sconfitta subita da Gary Wilson per 4-3. Allo European Masters sconfigge Jamie O'Neill e Jack Lisowski, per 5-4, accedendo alla fase a eliminazione diretta; qui riceve un walkover, dato il forfait di Yan Bingtao, ma viene tuttavia battuto al secondo turno da Zhou Yuelong, futuro finalista del torneo.

## Vita privata
Jackson Page è un grande amico di Mark Williams, tre volte campione del mondo della specialità, con il quale condivide anche la città di nascita e il luogo di allenamento. Page considera anche Williams il suo mentore e il suo protettore; nel 2018 Darren Morgan, il rivale più acerrimo di Williams, si è rifiutato di giocare contro Page nello Snooker Club dello stesso Williams, in una finale di un torneo amatoriale, sollevando in seguito molte polemiche.

## Ranking[16]
| Stagione  | Ranking iniziale | Ranking finale |
| --------- | ---------------- | -------------- |
| 2019-2020 | Non classificato |                |